# NGC 3934
NGC 3934 é uma galáxia espiral (Sb) localizada na direcção da constelação de Leo. Possui uma declinação de +16° 51' 06" e uma ascensão recta de 11 horas, 52 minutos e 12,5 segundos.